# 太湖船宴
太湖船宴，俗称太湖船菜，是指在太湖遊船上設置的船宴，是食与游相结合的一种宴饮形式。以无锡之太湖湖鲜、苏州之太湖船点為特色。

## 简介
近代太湖船宴，以清末民初之无锡最盛。当时无锡为江南重要工商业中心，商贾云集。娼寮为迎客，便自备画舫（俗称灯船），供狎客挟妓游山玩水，稍后又在灯船上代办菜肴，逐步形成现代形式的太湖船宴。据1921年元旦《无锡大观》载:“画舫（灯船）有藕舲若舫、仙居、秀舫、莲舫、仙搓元舟、蓉舫、桂舫、兰舫等系娱乐界中别开生面者，舟中烹饪之佳，大江南北实无甚匹，而侍者之酬应，座位之舒畅，犹余事也。舫中约可容二十余人，常至之所则为黄埠墩、惠山浜、酱园浜、小尖上等。每船价连二次船菜及小费等平均计四十元之谱。另招俏伎为堂唱者，则每次一元云。灯船须隔日预订，晨出，船游溋在芙蓉湖、五里湖、惠山浜畔，游览湖光山色、品尝船菜佳肴。日没为城、灯火烛明、乐曲笑声，响彻船外。”
抗战爆发、无锡沦陷后，船主为了躲避抓船服役，故将灯船全部沉入河浜，从此船菜也暂告绝迹。1945年，抗战胜利后，灯船又整装营业，同时也出现了游览汽艇，如“亨利”、“忆梅”、“祥生”、“桃源”、“环湖”号等。达官贵人雇游艇，拖灯船到聚丰园、迎宾楼等无锡知名饭店定酒席，由厨师随船烹制，游览太湖风光，到后来甚至出现了颇有规模的船菜公司。
1950年起，改以汽艇拖大客船供客游览太湖，后船宴由外事游船公司承办。不久因无锡城中填河，船宴逐渐萎靡。
2007年，太湖蓝藻爆发后，无锡与苏州两市取缔了几乎所有传统水上船菜馆，太湖船宴被迫“上岸”，渔家风情的船宴技艺正面临失传。

## 菜典
“太湖船宴”以太湖盛产的湖鲜为主料，其中尤以太湖三白：白鱼、白虾、银鱼为最，配菜则有各种太湖湖鲜、江南土特产，并以各色用熟米粉包裹馅心的船点为佐，捏成鸟兽鱼虫、花果叶蔓的形态，可谓“色、香、味、形”俱佳。
一般常见的船菜谱单，有如下几种：
格式：四双拼、二小炒、二汤羹、五大菜、四粉点、四面点、四饭菜，共25道；
名菜：八宝鸭、西瓜鸡、鸡汁排翅、荷叶粉蒸肉、云林鹅、鱼翅蟹粉、镜箱豆腐、冰红菱、素面筋、咸菜百叶、桂花烧芋艿、春笋蚕豆、菜花甲鱼、菊花蟹、别味湖鲜、宫灯虾球、干炸银鱼、无锡排骨、莲荷童鸡；
点心：百合汤、莲子羹、热炉月饼、象生什锦粉面船点（有数十种花式，如兔鸡、蝈蝈、金鱼、白菜、萝卜、葫芦、莲藕之类）。

### 制法
太湖船菜注重时鲜时吃，即在开捕季及时捞捕，下锅即食，并不多加精细佐料，以清蒸、小炒为主，颇为粗狂，关键于鲜嫩。家常做法，虽无法达到即捞即食的新鲜度，但可以后期手法加工，以下辑录《无锡菜典》中几例制法：

煎糟白鱼
主辅料：白鱼中段500克、水发香菇片25克、熟笋片50克
调料：黄酒100克、精盐25克、酱油50克、白糖50克、香糟60克、葱末5克、姜末10克、水生粉15克、熟猪油100克
制法：香糟放碗内，加黄酒（50克）、精盐拌和，涂在鱼段四周，渍约2小时后，把香糟洗去；锅置旺火上烧热，舀人熟猪油（75克），烧至七成热时，放入鱼段，煎至鱼皮发黄，加入黄酒（50克），盖上锅盖，焖一下，再放入香菇片、笋片、酱油、白糖、姜末和适量清水，盖上锅盖，烧沸后移至小火上焖约8分钟，再移至旺火上收稠汤汁，用水生粉勾芡，起锅盛入盘中。另用炒锅置中火上烧热，舀人熟猪油（25克），放入葱末炸香，倒在鱼身上即成。
香松银鱼
主辅料：银鱼750克、鸡蛋黄2只
调料：黄酒15克、精盐7克、梅林辣酱油10克、白糖10克、味精l克、白胡椒粉l克、葱末25克、生粉15克、白面粉25克、色拉油750克（约耗75克）
制法：将银鱼摘去头，抽出肠，用清水漂去黏液，沥去水，加黄酒拌几下，加入白胡椒粉、白糖、精盐、味精、鸡蛋黄拌和，然后放人生粉、面粉上浆；炒锅置旺火上烧热，舀人油烧至180-200℃；时，将银鱼放入，用漏勺抖散，炸至淡黄色捞出（约2分钟）；待油温至180-200℃时，再将银鱼倒入复炸至金黄色捞出（约2分钟）。倒去锅内油，锅置旺火上，加葱末、辣酱油，再倒入银鱼，颠翻几下，起锅装盘即成。
姜汁煮白虾
主辅料：太湖白虾400克
调料：盐3克、黄酒20克、味精2克、姜丝10克、葱段5克、姜汁20克
制法：白虾洗净。锅中放水，放入白虾，煮沸，加入盐、黄酒、味精、葱段、姜汁，煮沸装盘。在白虾中间放上姜丝即可。

## 知名船菜馆
- 无锡：湖滨饭店、太湖珍宝舫、鼋头渚横云饭店、聚丰园、金湖湖鲜馆、湖边饭店
- 苏州：吴中光福太湖船菜街
- 上海：太湖船菜馆

## 逸事
- 美食家唐鲁孙对在其早年一篇回忆上海美食的文章中，曾提到“无锡船菜驰名全国”。[8]还写有专文〈江南珍味苏州无锡船菜〉描述1928年时在无锡品尝船菜的情景：“我以为无锡船菜，跟苏州船烹还不是大同小异，实则大相径庭。……无锡船菜，最高明的吃法是不拘样式，让姑娘们每人做一两道自己的拿手菜，哪怕嫣红做的是糟鸡，姹紫做的也是糟鸡，但是吃到嘴里，可能手法差异，风味迥然不同。……久听人说无锡船菜太甜，我们吃的几样，绝无过甜感觉。”[9]

- 无锡太湖船宴曾吸引不少政商名流，蒋中正曾三次到锡品尝船宴。1928年6月，蒋与宋美龄新婚后第二年，共同来无锡太湖度假，行程间品尝了两次船宴，第一次菜谱除了四色冷盘外，有清汤鱼翅、清蒸肥鸭、生蒸火方、莲子甜羹、扣麻细汤、蟹粉菜心、红烧鲫鱼七道船菜；第二次则为简单的二菜二汤：红烧鱼翅、蟹粉菜心、扣麻细汤、雪菜虾仁汤。1946年10月，蒋中正六十大寿时，又以避寿名义来锡泛舟太湖，并以船宴招待美国来华特使马歇尔，蒋此行对菜品十分满意，曾与马歇尔谓：“吃鱼蟹，要到无锡来！”1948年5月，蒋中正刚获选行宪后首任总统，便来宜兴祭祖，顺访往无锡太湖苹香画舫用餐，餐毕，蒋以墨宝“孝友画舫”及一个橘子赠予船主，船主杨荣林还将橘子挂在船头留作纪念。[10]